# Bjurtjärnen (Säfsnäs socken, Dalarna)
Bjurtjärnen är en sjö i Ludvika kommun i Dalarna och ingår i Göta älvs huvudavrinningsområde.